# Riti Pathak
Riti Pathak (1 de julio de 1977) es un miembro de la Cámara Baja del Parlamento en India de la localidad de Sidhi en Madhya Pradesh; pertenece al Partido Bharatiya Janata. Fue elegida en primera instancia al Lok Sabha en las elecciones de 2014 como candidata del Partido Bharatiya Janata para el escaño Sidhi de Madhya Pradesh, y ganó una banca por derrotar al candidato INC por un margen de 1,08,046 votos. Fue reelegida al 17.º  Loksabha en 2019. Ganó la banca Sidhi nuevamente por derrotar el  candidato de Congreso  Shri Ajay Singh por un margen de 2,86,524 votos.

## Niñez, educación, y vida personal
Riti Pathak (nacida como Riti Pandey) nació el 1 de julio de 1977 en Pueblo Khatkhari del Distrito Sidhi, Madhya Pradesh (hoy día el distrito Singrauli, Madhya Pradesh). Su madre era Smt. Shyama Pandey (ama de casa) y su padre Shri Ramkaran Dev Pandey (abogado).
Riti Pathank creció en Rewa. Realizó su licenciatura en historia y literatura hindi, y a continuación su maestría en historia (de la Universidad de Grado Femenino, Rewa). Más tarde se graduó en la LLB (Licenciatura en la Facultad de Derecho).
Mientras se encontraba en la escuela y en la universidad completando sus estudios hasta graduarse,  ella también fue activa en actividades co-curriculares.  Fue Secretaria Adjunta en GDC en 1994-95
En el año 1997,  se casó con Shri Rajneesh Pathak.
- Maestría de la Universidad Avdhesh Pratap Singh, Rewa en 1999,
- Licenciatura en Derecho de la Universidad Avdhesh Pratap Singh, Rewa en 2002[3]

## Política y trabajo social
Gracias al apoyo de su familia, Riti Pathak empezó su trabajo social para mujeres  en el distrito donde se encontraba su casa. Comenzó en la política cuando  dispute para Jila Panchayat Adhyaksh, Sidhi y ganó. En 2014, disputó la elección del distrito Sidhi de Madhya Pradesh y ganó por un margen de 1,08,046 votos. Fue reelegida al  Loksabha en 2019. Actualmente es titular del 17.º  Loksabha.

## Cargos desempeñados
- Miembro, Junta Permanente de Carbón y Acero (1 de septiembre de 2014 - 25 de mayo de 2019)
- Miembro, Comité Consultivo, Ministerio de Desarrollo Rural, Panchayati Raj & Área de Servicios de Agua Potable .(1 de septiembre de 2014 - 25 de mayo de 2019)
- Miembro, Comité de Empoderamiento de Mujeres (5 de febrero de 2015 - 25 de mayo de 2019)
- Miembro,  Comité de Cuentas Públicas (1 de mayo de 2016 - 25 de mayo de 2019)
- Zila Panchayat Adhyaksh, 2010 a 2014.[4]